# Silurus mento
Silurus mento är en fiskart som beskrevs av Regan, 1904. Silurus mento ingår i släktet Silurus och familjen malfiskar. IUCN kategoriserar arten globalt som akut hotad. Inga underarter finns listade i Catalogue of Life.